# Jack Aitken
Jack Aitken (en coréen : 한세용, Han Se-yong), né le 23 septembre 1995 à Londres, est un pilote automobile britannico-sud-coréen évoluant sous licence britannique. Il est pilote de réserve de Williams F1 Team en 2020.

## Biographie

### Débuts en monoplace (2012)
Jack Aitken fait ses débuts en monoplace en 2012, en Dunlop Intersteps Championship avec l'écurie Fortec Motorsport. Il remporte deux courses et monte treize fois sur le podium, il termine troisième du championnat.

### La Formule Renault 2.0 (2013-2015)
En 2013, il retrouve Fortec et rejoint la Formula Renault 2.0 NEC. S'il ne gagne aucune course, il monte cinq fois sur le podium, dont trois fois sur la deuxième marche et se classe vice-champion de la discipline. Il dispute aussi six courses en Eurocup Formula Renault 2.0. Il court les manches de Moscou et de Barcelone avec Manor MP Motorsport, et la manche de Spielberg avec Fortec. Son meilleur résultat est une neuvième place sur le circuit autrichien et il n'est pas classé au championnat.
L'année suivante, il dispute la saison entière d'Eurocup Formula Renault 2.0, toujours avec Fortec. Son début de saison est difficile : il doit attendre la septième course pour marquer ses premiers points, avec la troisième place sur le Nürburgring. Il remporte la course 2 à Budapest, après avoir réalisé la pole position. Il termine sa saison par un double podium sur le circuit de Jerez et se classe septième du championnat. Il dispute quelques course en Formula Renault 2.0 Alps (deux quatrièmes places à Silverstone) mais est à nouveau inéligible pour les points. Enfin, il prend part à deux courses de Pro Mazda Championship sur le Sonoma Raceway ; quatrième puis neuvième, il marque 31 points et se classe vingtième du championnat.
En 2015, Jack Aitken connaît une année très prolifique. En février, il remporte le titre de Pro Mazda Winterfest, en devançant d'un point Weiron Tan. Il signe ensuite avec Koiranen GP en Eurocup Formula Renault 2.0 et gagne cinq des dix-sept courses de la saison pour recevoir sa deuxième couronne de l'année. Il mène un double-programme avec de la Formula Renault 2.0 Alps en parallèle, toujours au sein de la structure finlandaise, remporte quatre courses et obtient sept podiums ; il devient champion dans cette troisième série malgré une blessure au dos contractée à Monza.

### Entrée dans la Renault Sport Academy et GP3 Series (2016-2017)
Ces titres lui valent de passer en GP3 Series en 2016, avec Arden International, ainsi que d'intégrer la Renault Sport Academy, le programme de jeunes pilotes de Renault F1 Team, en février,. 
Avant de commencer sa saison de GP3 Series, il participe aux quatre premières courses d'European F3 Open, remporte deux courses et obtient une deuxième place, ce qui lui permet de se classer huitième du championnat malgré ces deux seules manches disputées. En GP3, il obtient son premier podium lors de la neuvième course de la saison à Hockenheim puis sa première victoire, peu après, à Spa-Francorchamps. Lors des sept dernières courses, il monte six fois sur le podium et termine cinquième du classement des pilotes, avec 148 points. 
Aitken dispute également les deux dernières manches du championnat de Formule V8 3.5 avec l'écurie italienne RP Motorsport. Il obtient la pole position dès ses débuts à Jerez mais est disqualifié après la course, à cause d'une irrégularité technique sur sa monoplace. Il termine quatrième de la course 2 puis marque deux points à Barcelone ; il se classe quinzième du championnat avec 14 points.
En 2017, il passe chez ART Grand Prix. Il réalise la pole position à Barcelone mais abandonne en course et ne peut faire mieux que douzième le lendemain. Il obtient son premier podium sur le Red Bull Ring puis sa première victoire en Hongrie, après avoir réalisé la pole position. 
En septembre, Aitken effectue son premier test en Formule 1 avec Renault, au volant de la Lotus E20 de 2012 à Jerez. Il termine vice-champion de GP3 Series derrière son équipier George Russell.

### Arrivée en Formule 2 et premiers pas en Formule 1 (depuis 2018)

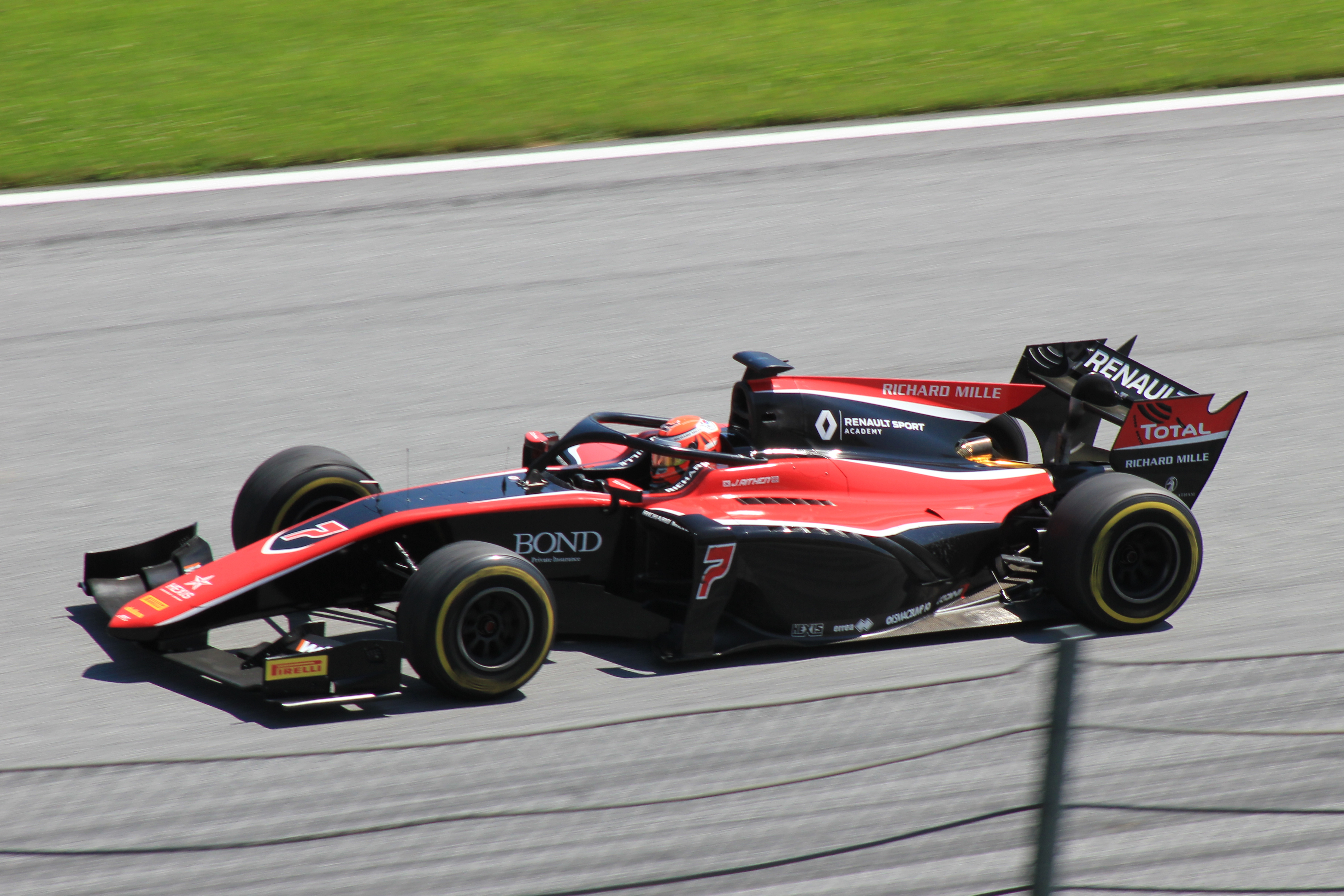
Jack Aitken en 2018 sur le circuit de Spielberg.

En 2018, Jack Aitken poursuit avec ART Grand Prix et accède à la Formule 2. Toujours soutenu par Renault, il retrouve George Russell en tant qu'équipier. En février, à l'occasion de la présentation de la Renault R.S.18, il est nommé troisième pilote et pilote de réserve de Renault F1 Team. 
Il obtient son premier podium en Formule 2 sur le circuit urbain de Bakou, avec une deuxième place puis sa première victoire, deux semaines plus tard, à Barcelone. Le reste de sa saison est plus compliqué et il peine parfois à inscrire des points ; tandis que Russell devient champion, Aitken termine onzième du championnat.

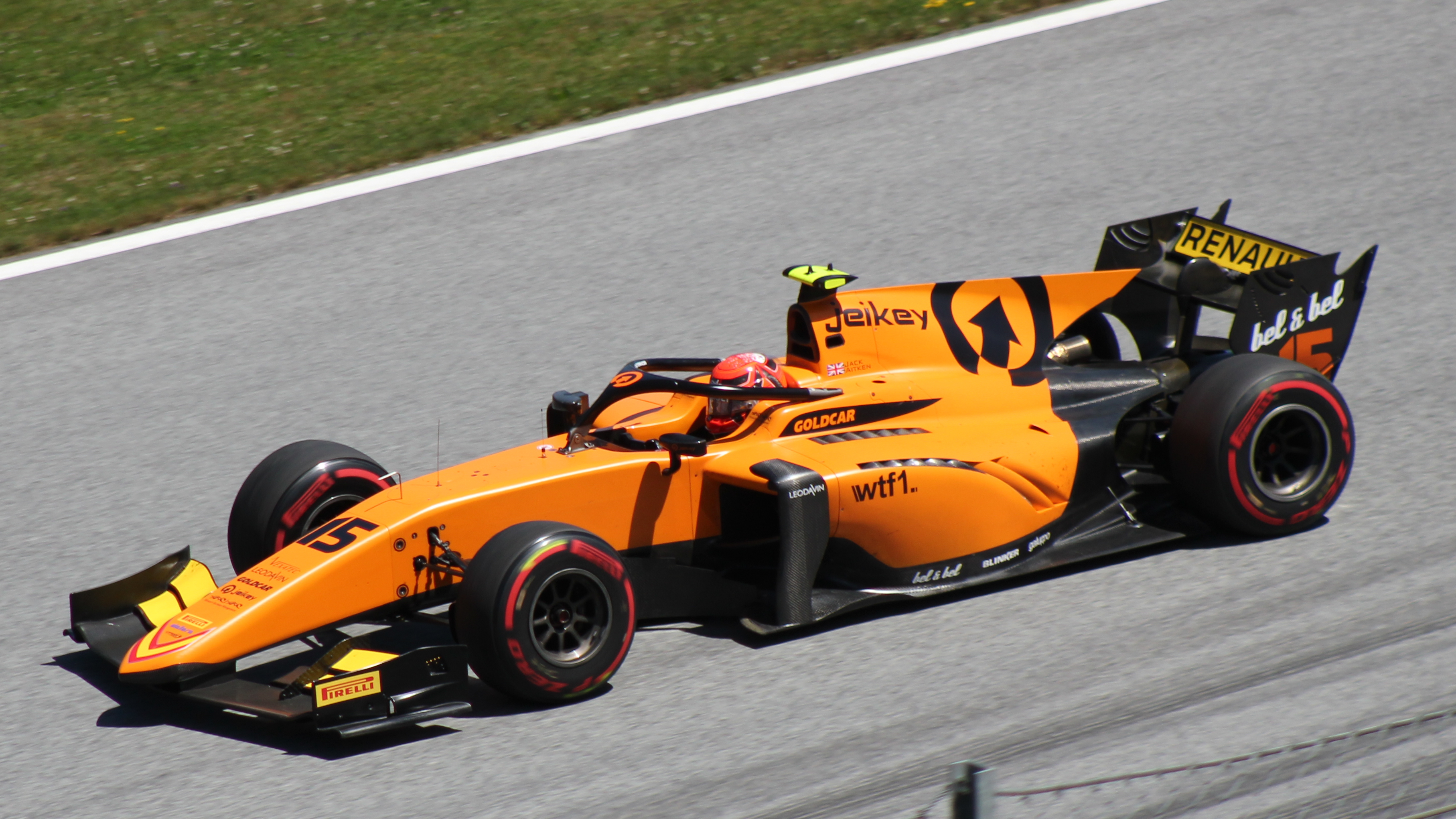
Jack Aitken en 2019 sur le circuit de Spielberg.

En 2019, Jack Aitken passe chez Campos Racing tout en restant dans le giron de Renault. Il prend le volant de la Renault R.S.19 dans le cadre des essais privés de Bahreïn et obtient ses premiers podiums de la saison à Bakou, en remportant notamment la course principale, puis enchaîne à Barcelone. Il s'impose également à Silverstone et à Monza,. Avec trois victoires, il se classe cinquième du championnat.
En 2020, Jack Aitken quitte la filière Renault et trouve refuge chez Williams F1 Team où il occupe le rôle de pilote de réserve. Toujours en Formule 2, il reste chez Campos mais connaît une saison plus compliquée. Il n'obtient que deux podiums et termine à une lointaine 14e place au championnat des pilotes. En décembre 2020, concomitamment au remplacement de Lewis Hamilton (positif au Covid-19) par George Russell, il remplace ce dernier chez Williams au Grand Prix de Sakhir, qu'il achève à la 16e place.
En 2021, Jack Aitken est appelé par HWA Racelab pour remplacer Matteo Nannini en proie à des soucis financiers dès la deuxième manche. Il ne parvient pas à inscrire de points se contentant d'une neuvième place lors de la deuxième course sprint de Monaco. Sa saison de Formule 2 s'interrompt par un énorme accident lors des 24 Heures de Spa, le pilote souffre d'une fracture de la clavicule ainsi que d'une vertèbre fêlée. Il ne reprend le volant que quelques mois après pour Williams et ne revient pas dans le championnat ; il ne se classe que vingt-troisième sans avoir inscrit de points.

## Carrière

### Résultats en monoplace
| Saison | Championnat                        | Écurie                 | Courses           | Victoires         | Pole positions    | Meilleurs tours   | Podiums           | Points            | Classement        |
| ------ | ---------------------------------- | ---------------------- | ----------------- | ----------------- | ----------------- | ----------------- | ----------------- | ----------------- | ----------------- |
| 2012   | Dunlop Intersteps Championship     | Fortec Motorsport      | 23                | 2                 | 2                 | 3                 | 13                | 490               | 3e                |
| 2013   | Formula Renault 2.0 NEC            | Fortec Motorsport      | 16                | 0                 | 1                 | 1                 | 5                 | 230               | 2e                |
| 2013   | Eurocup Formula Renault 2.0        | Manor MP Motorsport    | 4                 | 0                 | 0                 | 0                 | 0                 | 0                 | n.c               |
| 2013   | Eurocup Formula Renault 2.0        | Fortec Motorsport      | 2                 | 0                 | 0                 | 0                 | 0                 | 0                 | n.c               |
| 2014   | Eurocup Formula Renault 2.0        | Fortec Motorsport      | 14                | 1                 | 1                 | 0                 | 4                 | 86                | 7e                |
| 2015   | Pro Mazda Winterfest               | Team Pelfrey           | 5                 | 3                 | 1                 | 2                 | 4                 | 167               | Champion          |
| 2015   | Eurocup Formula Renault 2.0        | Koiranen GP            | 17                | 5                 | 4                 | 3                 | 3                 | 206               | Champion          |
| 2015   | Formula Renault 2.0 Alps           | Koiranen GP            | 15                | 4                 | 3                 | 3                 | 7                 | 242               | Champion          |
| 2016   | GP3 Series                         | Arden International    | 18                | 1                 | 0                 | 2                 | 7                 | 148               | 5e                |
| 2016   | European F3 Open                   | RP Motorsport          | 4                 | 2                 | 2                 | 1                 | 3                 | 71                | 8e                |
| 2016   | Formule V8 3.5 Series              | RP Motorsport          | 4                 | 0                 | 1                 | 0                 | 0                 | 14                | 15e               |
| 2017   | GP3 Series                         | ART Grand Prix         | 15                | 1                 | 2                 | 2                 | 6                 | 141               | 2e                |
| 2018   | Formule 2                          | ART Grand Prix         | 23                | 1                 | 0                 | 0                 | 2                 | 63                | 11e               |
| 2019   | Formule 2                          | Campos Racing          | 22                | 3                 | 0                 | 2                 | 7                 | 159               | 5e                |
| 2020   | Formule 2                          | Campos Racing          | 22                | 0                 | 0                 | 1                 | 2                 | 48                | 14e               |
| 2020   | Formule 1                          | Williams               | Pilote de réserve | Pilote de réserve | Pilote de réserve | Pilote de réserve | Pilote de réserve | Pilote de réserve | Pilote de réserve |
| 2021   | Formule 2                          | HWA Racelab            | 9                 | 0                 | 0                 | 0                 | 0                 | 0                 | 23e               |
| 2021   | Formule 1                          | Williams               | Pilote de réserve | Pilote de réserve | Pilote de réserve | Pilote de réserve | Pilote de réserve | Pilote de réserve | Pilote de réserve |
| 2024   | WeatherTech SportsCar Championship | Whelen Cadillac Racing | 4                 | 0                 | 3                 | 1                 | 3                 | 1307*             | 2e*               |
| 2024   | Deutsche Tourenwagen Masters       | Emil Frey Racing       | 2                 | 1                 | 1                 | 0                 | 1                 | 29                | 2e*               |

### Résultats en championnat du monde de Formule 1
| Saison | Écurie          | Châssis | Moteur            | Pneus   | GP disputés | Victoires | Pole Positions | Meilleurs tours | Points inscrits | Classement |
| ------ | --------------- | ------- | ----------------- | ------- | ----------- | --------- | -------------- | --------------- | --------------- | ---------- |
| 2020   | Williams Racing | FW43    | Mercedes V6 turbo | Pirelli | 1           | 0         | 0              | 0               | 0               | 22e        |

## Divers
Depuis 2014, Jack Aitken aborde sur ses monoplaces un autocollant wtf1., un site Internet anglais spécialisé dans les sports mécaniques, à vocation principalement humoristique. Il a par ailleurs écrit quelques chroniques pour le site.